# دره کاتماندو
دره کاتماندو (نپالی: काठमाडौं उपत्यका) واقع در کشور نپال و محل تلاقی تمدن‌های باستانی آسیا است، که حداقل ۱۳۰ بنای تاریخی مهم از جمله چندین زیارتگاه متعلق به 
هندوها و بودایی‌ها در آن واقع شده‌است. همچنین هفت مکان که زمره میراث جهانی یونسکو قرار گرفته‌اند، در این دره جای دارند.